# Alex Torres
Alexander Ray Torres (nacido el 15 de septiembre de 1987 en Casa Grande, Arizona), es el exguitarrista de las bandas Alesana, Greeley Estates y Eyes Set to Kill; 

## Carrera musical

### Praisin' Bran (2003–2005)
Mientras estaba en la secundaria, Alex tocó guitarra principal para una banda culta de jóvenes. Tocaban shows 1 vez por semana en la Iglesia Cristiana "Casa Blanca" en Arizona, así como también en especiales eventos a los que concurrían de 70 a 100 estudiantes.

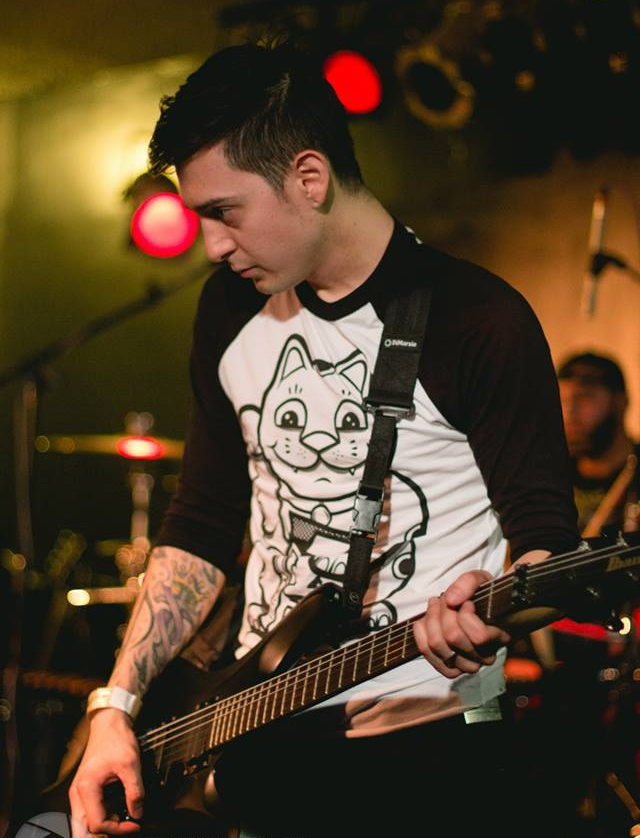
Alex Torres tocando junto a la banda The Dead Rabbitts en 2014.

### Eyes Set to Kill (2006–2007)
Alex fue uno de los primeros 3 miembros no originales en unirse a Eyes Set to Kill. Junto a la banda, grabaron su primer EP  When Silence Is Broken, The Night Is Torn, antes de dejar la banda sin previo aviso.

### Greeley Estates (2007–2010)
Alex se unió a la banda de metalcore Greeley Estates en abril de 2007, junto con Joshua "Fergz" Ferguson. Junto con la banda, Alex grabó Go West Young Man, Let the Evil Go East, y su álbum más reciente No Rain, No Rainbow. El 15 de junio de 2010, Greeley Estates anunció oficialmente que Torres había dejado la banda "abruptamente" antes de su tour en Japón, para "enfocarse en otros proyectos musicales", y anunciando también que su bajista David Ludlow pasaría a la guitarra y que Micah Kinard, el vocalista principal de Oh, Sleeper, tocaría el bajo. Luego, agregaron a Kyle Kolesch como bajista permanente.

### Alesana (2010–2012)
Inmediatamente después de dejar Greeley Estates, Alex Torres se unió a la banda de Post-Hardcore Alesana, luego de que su guitarrista principal Jake Campbell abandonara la banda para "estar con su familia". Alex se unió a la banda a partir del Warped Tour 2010 y este probablemente grabando el próximo álbum de Alesana junto con la banda. 
Previamente a esto, en el 2007, 3 años antes, cuando Steven Tomany dejó Alesana, Alex había ayudado a la banda tocando el bajo durante un tour en el que Alesana teloneaba a Silverstein, antes de que Shane Crump se uniera definitivamente a la banda.

## The Dead Rabbitts (2012-presente)
Torres se unió el 2012 a The Dead Rabbitts en sustitución a Kevin "Thrasher" Gruft. El 14 de mayo de 2014 grabó el último álbum junto a la banda, el cual se llama Shapeshifter del año 2014.

## Discografía

### Eyes Set to Kill
- 2006: When Silence Is Broken, The Night Is Torn

### Greeley Estates
- 2008: Go West Young Man, Let the Evil Go East (Science Records)
- 2010: No Rain, No Rainbow  (Tragic Hero Records)

### Alesana
- 2011: A Place Where The Sun Is Silent (Epitaph Records)

### The Dead Rabbitts
- 2014: Shapeshifter (Tragic Hero Records)